# Taça de Portugal de Hóquei em Patins Feminino
A Taça de Portugal Feminina ou Taça de Portugal de Hóquei Patins Feminino é uma competição organizada pela Federação Portuguesa de Patinagem, sendo a segunda mais importante competição de hóquei em patins feminino em Portugal. A primeira edição foi realizada em 1992 e foi vencida pelo Alfena. O Sport Lisboa e Benfica é o atual detentor deste troféu e aquele que ganhou mais títulos (9).

## Vencedores
| Época   | Local                             | Vencedor              | Finalista             | Resultado   |
| ------- | --------------------------------- | --------------------- | --------------------- | ----------- |
| 2022–23 | Maia                              | SL Benfica            | Académico da Feira    | 5–1         |
| 2021–22 | Seixal                            | SL Benfica            | Sporting              | 3–1         |
| 2020–21 | Turquel                           | SL Benfica            | Infante Sagres        | 7–0         |
| 2018–19 | Turquel                           | SL Benfica            | CA Campo de Ourique   | 9–1         |
| 2017–18 | Campo de Ourique                  | SL Benfica            | CH Carvalhos          | 7–3         |
| 2016–17 | Almeirim                          | SL Benfica            | Stuart HC Massamá     | 5–1         |
| 2015–16 | Oliveira do Hospital              | SL Benfica            | A Académica C         | 5–1         |
| 2014–15 | Luso, Mealhada                    | SL Benfica            | A Académica C         | 5–2         |
| 2013–14 | Parede                            | SL Benfica            | AD Sanjoanense        | 8–2         |
| 2012–13 | Turquel                           | AD Sanjoanense        | HC Turquel            | 3–2         |
| 2011–12 | Coimbra                           | GDR "Os Lobinhos"     | HC Turquel            | 4–2         |
| 2010–11 | Vila Nova Foz Côa                 | GDR "Os Lobinhos"     | HC Turquel            | 3–2         |
| 2009–10 | Arazede                           | Fundação Nortecoope   | GDR "Os Lobinhos"     | 6–5         |
| 2008–09 | Turquel                           | Fundação Nortecoope   | HC Turquel            | 3–0         |
| 2007–08 | Santa Maria da Feira              | Fundação Nortecoope   | HC Mealhada           | 4–3         |
| 2006–07 | Nazaré                            | Fundação Nortecoope   | Ext. São Filipe       | 15–1        |
| 2005–06 | Torres Novas                      | Fundação Nortecoope   | ACR Gulpilhares       | 4–3         |
| 2004–05 | Alcobaça                          | CD Nortecoope         | ACR Gulpilhares       | 3–2         |
| 2003–04 | Vila Noda de Poiares              | CD Nortecoope         | AF Arazede            | 8–0         |
| 2002–03 | Alcobaça                          | CD Nortecoope         | HC Mealhada           | 5–1         |
| 2001–02 | Vila Nova de Gaia                 | CD Nortecoope         | ACR Gulpilhares       | 1–0         |
| 2000–01 | Almodovar                         | CD Nortecoope         | ACR Gulpilhares       | 3–1         |
| 1999–00 | Marco de Canavezes                | AA Amadora            | ACD Vila Boa do Bispo | 3–1         |
| 1998–99 | Arazede                           | CD Nortecoope         | CH Carvalhos          | 4–2         |
| 1997–98 | Sintra                            | AA Amadora            | HC Sintra             | 3–1         |
| 1996–97 | Paços de Ferreira                 | CH Carvalhos          | AA Amadora            | 1–0         |
| 1995–96 | Penafiel                          | CD Nortecoope         | CH Carvalhos          | 2–1         |
| 1994–95 | Alcobaça                          | ACD Vila Boa do Bispo | CSP Alfena            | 2–2, 3–2 ap |
| 1993–94 | Arazede                           | CSP Alfena            | ACD Vila Boa do Bispo | 2–0         |
| 1992–93 | Castelo de Paiva (Taca Federaçao) | CSP Alfena            | ACD Vila Boa do Bispo | 3–2         |

## Número de Taças por clube
| Clubes vencedores   | Supertaças | Ano                                                                             |
| ------------------- | ---------- | ------------------------------------------------------------------------------- |
| SL Benfica          | 9          | 2013-14, 2014-15, 2015-16, 2016-17, 2017-18, 2018-19, 2020-21, 2021-22, 2022-23 |
| CD Nortecoope       | 7          | 1995-96, 1998-99, 2000-01, 2001-02, 2002-03, 2003-04, 2004-05                   |
| Fundação Nortecoope | 5          | 2005-06, 2006-07, 2007-08, 2008-09, 2009-10                                     |
| GDR "Os Lobinhos"   | 2          | 2010-11, 2011-12                                                                |
| AA Amadora          | 2          | 1997-98, 1999-00                                                                |
| CSP Alfena          | 2          | 1992-93, 1993-94                                                                |
| AD Sanjoanense      | 1          | 2012-13                                                                         |
| CH Carvalhos        | 1          | 1996-97                                                                         |
| VB Bispo            | 1          | 1994-95                                                                         |
| TOTAL               | 30         |                                                                                 |

### Internacional
- «Ligações ao Hóquei em todo o Mundo»
- «Mundook - Atualidade mundial do hóquei em patins»
- «Hoqueipatins  - Todos os resultados do hóquei em patins»